# William Knox Martin
William Knox Martin (Salem, 1894 – Watertown, 28 luglio 1927) è stato un pioniere dell'aviazione statunitense.
Introdusse i primi aerei in Colombia.

## Biografia
Nel giugno 1919, Martin e l'industriale colombiano Mario Santo Domingo hanno inaugurato la posta aerea in Colombia con un volo da Barranquilla a Porto Colombia, dove Santo Domingo ha consegnato il pacco di posta. Nel 1920 è stato il primo aviatore a sorvolare le Ande, in un viaggio da Honda a Bogotà. Nel 1921 Martin si sposò con Isabel Vieco nella Zona del Canale di Panama. I due hanno avuto tre figli, tra loro il pittore William Knox Martin Jr. Nel 1927 morì in un incidente automobilistico in Watertown, New York. La sua vedova si trasferì da Salem, Virginia, a New York.

## Riconoscimenti
Nel 2012 gli è stato reso omaggio a Barranquilla in occasione dei cento anni dell'aviazione in Colombia con l'inaugurazione di un modello in scala del primo aereo da lui pilotato in Colombia, via Barranquilla-Santa Marta.